# George of the Jungle 2
George of the Jungle 2 (titulada George de la selva 2 en Hispanoamérica y George de la jungla 2 en España) es una película de 25 de abril de 2003, secuela de la película de Disney George of the Jungle (1997). Fue dirigida por David Grossman, escrita por Jordan Moffet, y protagonizada por Thomas Haden Church, Julie Benz, Christina Pickles, Angus T. Jones, Michael Clarke Duncan, John Cleese, y Christopher Showerman. La película se centra en George tratando de salvar la Montaña del Simio de su malvado archienemigo Lyle (Thomas Haden Church). Esta secuela fue duramente criticada.

## Argumento
La película comienza con George (Christopher Showerman) y su hijo Junior (Angus T. Jones) en el paseo de Shep. Cuando el narrador (Keith Scott) muestra una reacción de sorpresa con respecto al actor que interpreta a George, el "nuevo George" afirma que "estudio tacaño para pagar Brendan Fraser". George se encuentra en una situación en la que no sabe cómo poder ayudar a los animales, y estar con Ursula (Julie Benz) y Junior al mismo tiempo. George también quiere enseñar a Junior cómo balancearse en lianas, pero Junior prefiere el "árbol-surf". George quiere pasar algún tiempo con Ursula, lo cual no impresiona a algunos de los animales , incluyendo al León (con la voz de Michael Clarke Duncan), que quiere el trono para sí mismo.
Mientras tanto, la madre de Ursula, Beatrice Stanhope (Christina Pickles), y tres de los exploradores Swahilian de la anterior película llegan para el cumpleaños de Junior. George da a su hijo una lanza, mientras que Beatrice ha comprado un montón de objetos de valor, para convencer a Ursula y su hijo a volver a San Francisco. Secretamente, Beatrice está planeando - junto con Lyle Van De Groot (Thomas Haden Church), quien quiere tener a Ursula como su esposa - robar las escrituras de la Montaña del Simio. Lyle piensa que el hermano de George, Simio (voz de John Cleese), que está apostando en Las Vegas, tiene las escrituras de la Montaña del Simio, así que hace trampa en un juego de póker, haciendo que Simio pierda. Descubriendo que él no posee las escrituras de la montaña, pero George sí, obliga a Simio a pagar su deuda trabajando en su teatro por los próximos 19 años. Beatrice trata de convencer a George de que deje que Ursula y Junior vuelvan a EE. UU., pero se va con ellos para ver a Simio en Las Vegas, dejándole al León una ventaja para convertirse en rey.
Lyle y sus agentes, Sally (Marjean Holden) y Kowalski (Erika Heynatz), entran en la habitación de George. Buscan en la ropa interior de George. Estando a punto de rendirse, finalmente encuentran las escrituras. Después de varios intentos fallidos por parte de la madre y amigas de Ursula (que también están involucradas en el plan con Beatrice) para convencer a Ursula de dejar George y volver a San Francisco, reciben a alguien para hipnotizarla, haciendo que olvide a George y piense que Lyle es su marido, pero a Júnior no le agrada a Lyle cómo padre y lo patea en los tobillos. Como Lyle tiene las escrituras, él ordena a los bulldozers que destruyan la selva. George, Simio, y Rocky el canguro intentan encontrar a Ursula y Junior para luego llevarlos de vuelta a la selva. Como Simio, George y Rocky tratan de escapar a la selva, se encuentran con Sally y Kowalski, que han venido a capturarlos. Las mujeres intentan atraparlos, apuntándolos con pistolas. Pero Simio logra desarmarlas e inicia una persecución. A pesar de la casi captura de George, un asistente detiene a las mujeres por el mantenimiento durante un breve instante dándoles a Simio y George la oportunidad de correr por ella. Así, se alejan de los dos más atractivos. Después de otra persecución en el techo que implica a la patrulla de animales y a la policía, las mujeres de Lyle están buscando una abuelita en lugar de grieta. George se encuentra Ursula, que no lo reconoce por el hipnotismo. Junior y los demás regresan a la selva (escondite, esta vez, en una caja más grande que George tiene consejos de Brendan Fraser, quien interpretó a George en la película anterior). Lyle ha enviado a sus agentes ya más de destruir la selva, incluyendo a sus mujeres atractivas.
Después de conseguir Shep para llevarlos de vuelta a la casa del árbol, se enteran de que el León se ha hecho cargo, por lo que George lo derrota fácilmente con algo que aprendió cuando era más joven, pellizcando la oreja de león, quien golpea. Cuando George descubre los bulldozers encabezando por la selva, él y los otros luchan por métodos de catapultar coco y las heces de elefante (o "Zug, Zug") de las palmeras, y encendiendo fuego a los gases de los gorilas. El bulldozer final está custodiada por las dos mujeres, por lo que no lanzan cocos contra ellas, ya que no pueden golpear a las mujeres. La excavadora se dirige hacia la casa del árbol, donde Ursula se encuentra inconsciente en una hamaca. Después de que George se las arregla para subir a la excavadora, se trata de hacer razonar con Sally, pero no es posible. Kowalski salta por encima para tratar de ayudar a su compañera sin embargo, para ellas esto podría llegar a ser un gran error. Con las mujeres que intentan deshacerse de George, Rocky se deshace del conductor. Kowalski inicia la excavadora. Rocky patea las dos mujeres asustadas ante la cual las envía volando a través de la selva, Rocky procede a saltar sobre los hombros de las mujeres 5 veces cada uno, con los gruñidos y chillidos en el proceso. Rocky luego se va y deja a las pobres mujeres enterradas en el barro hasta no poder escapar. Ninguno de los cómplices de Lyle se oye o ve de nuevo. Después Junior apaga el bulldozer y evita que destruya la casa del árbol. Lyle y Beatriz llegan y dicen a George que no van a destruir la selva y se le devolverá la escritura si se entrega Ursula y Junior, pero George, después de convencer a Ape, agarra a Lyle y lo cuelga de una rama de árbol en su ropa interior. George besa a Ursula, rompiendo así el hechizo hipnótico. Lyle, enfurecido por su derrota, insulta al narrador y sus angelitos, quien responde agarrando Lyle con su gigante mano y lo lleva fuera al cielo. Beatriz se quería acercar, pero aparece un gorila que se enamora de ella, el gorila se echa sobre Beatriz y le da un beso de amor. Beatriz se va corriendo y el gorila la sigue para volver a besarla.
Después George ayuda a las amigas de Úrsula a salir de la hipnosis. Úrsula y George renuevan sus votos matrimoniales. El gorila que besó a Beatriz le envió otro beso y ella empezó a vomitar. La película termina con George haciendo surf de árbol y Junior en liana de nuevo a la casa del árbol para el almuerzo, antes de que George se estrella en el lado de la casa del árbol al hacer pivotar.
- Datos: Q2500403